# Yvette Sánchez
Yvette Sánchez (* 28. September 1957 in Maracaibo) ist eine Schweizer Hispanistin. Sánchez ist seit Oktober 2004 außerordentliche und seit August 2007 ordentliche Professorin für Kultur und Gesellschaft Lateinamerikas und Spaniens sowie seit 2007 Direktorin des Centro Latinoamericano-Suizo an der Universität St. Gallen.

## Werdegang
Von 1976 bis 1982 studierte Sánchez an der Universität Basel Iberoromanische Philologie als Hauptfach, als erstes Nebenfach Ethnologie sowie als zweites Nebenfach Neuere Englische Literaturwissenschaft. Es folgten mehrmonatige Studienaufenthalte in Lateinamerika (Ecuador, Peru, Venezuela und der Dominikanischen Republik). Sie war während der gesamten Studienzeit an verschiedenen Schulen als Lehrerin für Spanisch und
Englisch, als Übersetzerin und als Hilfsassistentin tätig.
Von 1983 bis 1992 war Sánchez Assistentin und Lektorin am Romanischen Seminar der Universität Basel, ab 1992 Lehrbeauftragte für spanische und lateinamerikanische Literatur und Film. Bereits im Jahr 1987 promovierte sie sich mit einer Arbeit zum Thema Religiosidad cotidiana en la narrativa reciente hispano-caribeña.
Zehn Jahre danach folgte die Habilitation an der Universität Basel. Sie erhielt im Anschluss Stellen als Vertretung des Lehrstuhls, ab 2004 war sie dann außerordentliche Professorin für Spanische Sprache und Literatur an der Universität St. Gallen. An diesen Lehrstuhl wurde sie im Jahr 2007 berufen, ebenso als Direktorin des Centro Latinoamericano-Suizo de la Universidad de San Gallen
(CLS-HSG) und als Delegierte des Rektors für das "Öffentliche Programm" an der Universität
St. Gallen. Seit 2012 ist sie außerdem Präsidentin der HSG-Kunstkommission.

## Forschungsprojekte
- Leitung des HSG-Forschungs-NODES Transcultural Workspaces
- Leitung des Doktorandenprogramms ProDoc The Dynamics of Transcultural Governance and Management in Latin America, bis 2015 finanziert durch den Schweizerischen Nationalfonds (SNF)
- Leitung des Forschungskooperationsprojekts mit der Universidad de los Andes in Bogotá, Water & Light: Managing Strategies to Scale Up Sustainable Social and Environmental Projects in Colombia, unterstützt durch das Staatssekretariat für Bildung, Forschung und Innovation SBFI und des Kooperationsprojekts mit Prof. Livia Barbosa (PUC, Rio), Eating Healthily in  Brazil and Switzerland
- Profilbereich KIM (SHSS-HSG): Leitung Forschungsverbund "Interkulturalität" (bis Dezember 2015)[3]

## Forschungsschwerpunkte
- Kultur- und Literaturwissenschaften Lateinamerikas und Spaniens
- Transkulturalität (am Beispiel der BRICS und der US-Latinos)
- Fiktionalität und Management, Literatur/Kunst und Recht[3]

## Publikationen

### Monographien
- Coleccionismo y literatura. Madrid: Cátedra, 1999. 338.
- Religiosidad cotidiana en la narrativa reciente hispanocaribeña. Prólogo de María Kodama de Borges. Lausanne: HISPANICA HELVETICA 3(1992). 202.

### Herausgeberschaften/Editionen
- Social Entrepreneurship for Water & Energy Solutions. (Mitherausgeber Roberto Gutiérrez). [in Vorbereitung].
- Cruzar las Américas. Perspectivas hemisféricas en lenguajes, literaturas y culturas visuales. Iberoamericana, IILI, University of Pittsburgh, 2016 (zusammen mit Valeria Wagner).
- Business Fiktionen. Peter Lang/Reihe Literatur – Kultur – Ökonomie, 2017 [im Druck].
- LebensLang – LebensLust (Mitherausgeber Ottmar Ette). Berlin: POINTE/Verlag Walter Frey, 2015.
- Transculturalism and Business in the BRIC States. A Handbook. (Mitherausgeberin Claudia Franziska Brühwiler). London: Ashgate, 2015.
- Fronteras nebulosas. El potencial de los espacios ambiguos (zusammen mit Júlia González de Canales Carcereny, «Presentación» durch die Herausgeberinnen und Beiträge von Fernando Aínsa, Mª Jesús Buxó Rey, Sergio Chejfec, Ottmar Ette und Enrique Vila-Matas). Iberoamericana. Dossier. 2014, Nr. 54, 79–151.
- LebensMittel. (Mitherausgeber Ottmar Ette/Veronika Sellier). Zürich: diaphanes, 2013. 224.
- Poéticas del fracaso. Frankfurter Studien zu Iberoromania und Frankophonie, Band 1 (Mitherausgeber Roland Spiller). Tübingen: Gunter Narr/A. Francke, 2009. 272.
- Gustav Siebenmann. Aus meiner Bodega. Feuilletons aus sieben Jahrzehnten. Tübingen: Gunter Narr /A.Francke, 2008. 278.
- Fehler im System. Irrtum, Defizit und Katastrophe als Faktoren kultureller Produktivität (Mitherausgeber Felix Philipp Ingold). Göttingen: Wallstein Verlag, 2008. 381.
- Die Schweiz ist Klang (Mitherausgeber Joseph Jurt/Ottmar Ette). Basel: Schwabe & Co., 2007. 156.
- La poética de la mirada (Mitherausgeber Roland Spiller). Madrid: Visor, 2004. 232.
- Cuentos de humo. Madrid: Siruela, 2001. 252.
- Por orden alfabético. ARBA (Acta Romanica Basiliensia) 12. Basel: Romanisches Seminar, 1999. 151.[3]